# Isola Herald
L'isola Herald in russo Остров Геральд? è un'isola russa nel Mare dei Ciukci. Amministrativamente fa parte del circondario autonomo della Čukotka, nel circondario federale dell'Estremo Oriente.
L'isola si trova 60 km ad est dell'Isola di Wrangel, assieme alla quale, fa parte della riserva naturale statale "Isola di Wrangel".

## Geografia e fauna
L'isola consiste, per la maggior parte, di un plutone di granito del Giurassico; ha una superficie di circa 11,3 km². La sua massima elevazione è di 380 m. Herald è composta da rocce sedimentarie, metamorfiche e magmatiche. La punta nord dell'isola è composta, per uno spessore di 600 m, di arenaria, fillade, rocce quarzose, quarzo-clorito-sericite scisto milonite, e  quarzo-sienite cataclastica. Queste rocce sono del Proterozoico o del tardo Paleozoico.
Herald dà rifugio a molti uccelli marini, tra i quali il gabbiano e la gavia; è presente inoltre la volpe artica e l'orso polare.

## Clima
Per gran parte dell'anno, l'isola è spazzata da venti secchi polari, mentre d'estate sull'area soffiano venti meno freddi e più umidi da sud-est. Periodicamente, masse d'aria temperata ed umida giungono dalla Siberia. Il giorno polare dura dalla metà di maggio al 20 luglio. La notte polare dura dalla metà di novembre alla fine di gennaio.
L'inverno è molto prolungato e caratterizzato da temperature bassissime (temperatura media -21,3 °C) e da forti venti da nord. I mesi più freddi sono febbraio e marzo, quando la temperatura scende per settimane al di sotto dei 30° sotto zero, con frequenti tempeste di neve e venti che soffiano a più di 40 m/s. L'estate è fresca, con frequenti gelate e nevicate. La temperatura media di luglio oscilla fra i 2 °C e i 2,5 °C. L'umidità relativa arriva all'88% in questo periodo. Durante l'arco dell'anno, le precipitazioni non raggiungono i 120 mm.

## Storia
Diverse nazioni hanno partecipato all'esplorazione dell'isola Herald. L'isola fu scoperta nel 1849 da sir Henry Kellett, capitano della nave HMS Herald, che era alla ricerca della scomparsa spedizione di sir John Franklin. Kellett sbarcò sull'isola e le diede il nome della sua nave. Avvistò anche in lontananza l'isola di Wrangel. Nel settembre del 1879 arrivò nei pressi dell'isola il capitano George Washington De Long sulla USS Jeannette, mentre era alla ricerca di tracce della spedizione di Adolf Erik Nordenskiöld. Nel 1916, l'ambasciatore russo a Londra emise un comunicato ufficiale secondo cui il governo imperiale considerava l'isola Herald, assieme alle altre isole artiche, parte integrante dell'Impero russo.
Alcuni documenti statunitensi rivendicavano l'area assieme ad altre 7 isole nel Mare della Siberia Orientale, supportati da una risoluzione dello Stato dell'Alaska del 1988. Il governo degli USA, tuttavia, non ha mai rivendicato in nessun modo l'area e la riconosce come territorio russo. Nel 1994, la Suprema Corte dell'Alaska ha stabilito che Herald, insieme a diverse isole, non è parte dell'Alaska. Nel 2004 Herald e la vicina isola di Wrangel, sono state aggiunte alla lista del patrimonio dell'umanità dell'UNESCO.